# محمد سامر الخليل
محمد سامر الخليل (مواليد عام 1977 في دمشق) اقتصادي وسياسي سوري يشغل منصب وزير الصناعة في حكومة محمد غازي الجلالي من 23 أيلول 2024 إلى 10 كانون الأول 2024 بعد يومين من سقوط نظام الأسد.
قبل ذلك شغل منصب وزير الاقتصاد والتجارة الخارجية في حكومات عماد خميس وحسين عرنوس الأولى والثانية من 29 آذار 2017 إلى 23 ايلول 2024.

## حياته
- - دكتوراة في الاقتصاد جامعة دمشق.
- - ماجستير في العلاقات الاقتصادية الدولية جامعة دمشق.
- - وزير الاقتصاد والتجارة الخارجية في الجمهورية العربية السورية منذ ٢٠١٧ حتى ٢٠٢٤.
- - رئيس اللجنة الاقتصادية في رئاسة مجلس الوزراء في سورية منذ ٢٠٢٠ حتى ٢٠٢٤.
- - محافظ الجمهورية العربية السورية في البنك الدولي منذ ٢٠١٧ وحتى ٢٠٢٤.
- - رئيس اللجان المشتركة للتعاون الاقتصادي من الجانب السوري مع عدد من الدول.
- - معاون وزير الاقتصاد والتجارة الخارجية بين عامي ٢٠١٥ -٢٠١٧.
- - رئيس سابق لمجلس إدارة عدد من الهيئات الاقتصادية ( هيئة الاستثمار السورية- هيئة دعم وتنمية الإنتاج المحلي والصادرات- هيئة تنمية المشروعات الصغيرة والمتوسطة).
- - رئيس مجلس إدارة المؤسسة العامة للمناطق الحرة والمؤسسة العامة للتجارة الخارجية بين عامي ٢٠١٦- ٢٠١٧.
- - مدير عام المؤسسة العامة للمعارض والأسواق الدولية بين عامي ٢٠١٢- ٢٠١٥.
- - عضو هيئة تدريسية في المعهد العالي للتنمية الإدارية في جامعة دمشق منذ ٢٠١٣.

## المؤهلات
- شهادة دكتوراه في الاقتصاد من جامعة دمشق /اختصاص اقتصادات التجارة الخارجية بمعدل امتياز.[5]
- ماجستير في الاقتصاد من جامعة دمشق.
- دبلوم دراسات عليا في الاقتصاد والعلاقات الاقتصادية الدولية.
- دبلوم في التسويق من الجمعية العربية للإدارة.
- شهادة في إدارة المعارض الدولية من جامعة كولن.